# Castrovo–Stephensovo párování
Castrovo–Stephensovo párování je křížová párovací reakce acetylidu měďného s arylhalogenidem v pyridinu, kterou vzniká disubstituovaný alkyn a měďný halogenid.
{\displaystyle {\begin{aligned}{}\\{\ce {Cu-C{\equiv }C-R'}}+{\color {Red}{\ce {Ar-X}}}\ &{\ce {->[{\ce {pyridin}}]CuX}}+{\color {Red}{\ce {Ar}}{-}}{\ce {C{\equiv }C-R'}}\\{\color {Red}{\ce {X}}}&={\color {Red}{\ce {I,Br,Cl}}}\\\end{aligned}}}
Reakci popsali v roce 1963 C. E. Castro a R. D. Stephens.
Reakce je podobná dříve známé Rosenmundově–von Braunově syntéze z roku 1914. Při ní reagují arylhalogenidy s kyanidem měďným a v roce 1975 bylo vyvinuto vylepšení známé jako Sonogaširova reakce přidáním palladiového katalyzátoru a in situ přípravou organoměďné sloučeniny, což umožnilo použití mědi v katalytickém množství.
Příkladem konkrétní reakce může být příprava difenylacetylenu z jodbenzenu a CuC2C6H5 v horkém pyridinu:
Na rozdíl od Sonogaširova mohou Castrovým–Stephensovým párováním vznikat heterocyklické sloučeniny, podmínkou je přítomnost nukleofilní skupiny v poloze ortho vůči halogenu, často je také třeba takovou reakci provádět v dimethylformamidu (DMF).